# Sidste istids maksimum
Sidste istids maksimum eller sidste glaciale maksimum (LGM, engelsk: Last Glacial Maximum) var den periode i den sidste istid hvor indlandsisen nåede sin maksimale størrelse. Dette skete for mellem 19 000–20 000 og 26 500 år siden.